# Parcul Natural Balta Mică a Brăilei
Parcul Natural Balta Mică a Brăilei este o arie protejată (zonă umedă) de interes internațional ce corespunde categoriei a V-a (parc natural), situată în Muntenia, pe teritoriul județului Brăila.

## Localizare
Aria naturală se află în partea sud-estică a județului Brăila, pe teritoriile administrative ale comunelor Berteștii de Jos, Chiscani, Gropeni, Mărașu, Stăncuța și Tichilești. 

## Înființare
Parcul Natural Balta Mică a Brăilei a fost declarat arie protejată prin Legea Nr.5 din 6 martie 2000 (privind aprobarea Planului de amenajare a teritoriului național - Secțiunea a III-a - zone protejate) și se întinde pe o suprafață de 24.555 hectare. Acesta se află în lunca inundabilă a Dunării, între Insula Mare a Brăilei și Bărăganul de Nord (cunoscut și sub numele de Câmpia Brăilei, subunitate geomorfologică a Câmpiei Române, situată în nord-estul acesteia) și reprezintă o zonă (râuri, lacuri, mlaștini, turbării, stepe, pajiști naturale, păduri de foioase și păduri în tranziție) încadrată în bioregiunea stepică a Bărăganului. 
Parcul se suprapune sitului de importanță comunitară și ariei de protecție specială avifaunistică - Balta Mică a Brăilei.
Situl Balta Mică a Brăilei (începând din 15 iunie 2001) este protejat prin Convenția Ramsar (The Ramsar Convention on Wetlands) ca zonă umedă de importanță internațională. 

## Biodiversitate
Balta Mică a Brăilei prezintă o zonă umedă cu o gamă floristică și faunistică diversă, exprimată atât la nivel de specii cât și la nivel de ecosisteme terestre și acvatice.

### Habitate
Parcul natural dispune de habitate naturale de tip: Ape stătătoare oligotrofe până la mezotrofe cu vegetație din Littorelletea uniflorae și/sau Isoëto-Nanojuncetea, Comunități de lizieră cu ierburi înalte higrofile de la nivelul câmpiilor, până la cel montan și alpin, Pajiști de altitudine joasă (Alopecurus pratensis, Sanguisorba officinalis), Pajiști cu Molinia pe soluri calcaroase, turboase sau argiloase (Molinion caeruleae), Pajiști aluviale din Cnidion dubii, Galerii ripariene și tufărișuri (Nerio-Tamaricetea și Securinegion tinctoriae), Păduri ripariene mixte cu Quercus robur, Ulmus laevis, Fraxinus excelsior sau Fraxinus angustifolia, din lungul marilor râuri (Ulmenion minoris), Râuri cu maluri nămoloase cu vegetație de Chenopodion rubr și Bidention și Zăvoaie de Salix alba și Populus alba; ce adăpostesc o mare varietate de floră și faună specifice Bărăganului.

### Faună
Fauna parcului este una diversificată și bine reprezentată de mai multe specii de mamifere, reptile, amfibieni, pești și păsări, dintre care unele aflate pe lista roșie a IUCN sau enumerate în anexa I-a a Directivei Consiliului European 92/43/CE din 21 mai 1992 (privind conservarea habitatelor naturale și a speciilor de faună și floră sălbatică).
Mamifere: vidra de râu (Lutra lutra), căprioară (Capreolus capreolus), vulpe roșcată (Vulpes vulpes), viezure (Meles meles), pisică sălbatică (Felis silvestris), dihor (Mustela putorius), nevăstuică(Mustela nivalis), hârciog european (Cricetus cricetus), iepure de câmp (Lepus europaeus), bizam (Ondatra zibethicus);
Reptile și amfibieni: țestoasa de baltă (Emys orbicularis),  buhaiul de baltă cu burtă roșie (Bombina bombina), tritonul cu creastă danubian (Triturus dobrogicus), brotacul verde de copac (Hyla arborea); 
Pești din speciile: avat (Aspius aspius), zvârlugă (Cobitis taenia), porcușor-de-nisip (Gobio albipinnatus), răspăr (Gymnocephalus schraetzer), țipar (Misgurnus fossilis), boarța (Rhodeus sericeus amarus), fusar (cu specii de Zingel streber și Zingel zingel), sabiță (Pelecus cultratus), ghiborț de râu (Gymnocephalus baloni), petroc (Gobio kessleri), rizeafcă (Alosa tanaica), scrumbie de Dunăre (Alosa immaculata), morun (Huso huso), cegă (Acipenser ruthenus), păstrugă (Acipenser stellatus), caracudă (Carassius carassius), scobar (Chondrostoma nasus), văduviță (Leuciscus idus), osar (Pungitius platygaster); 

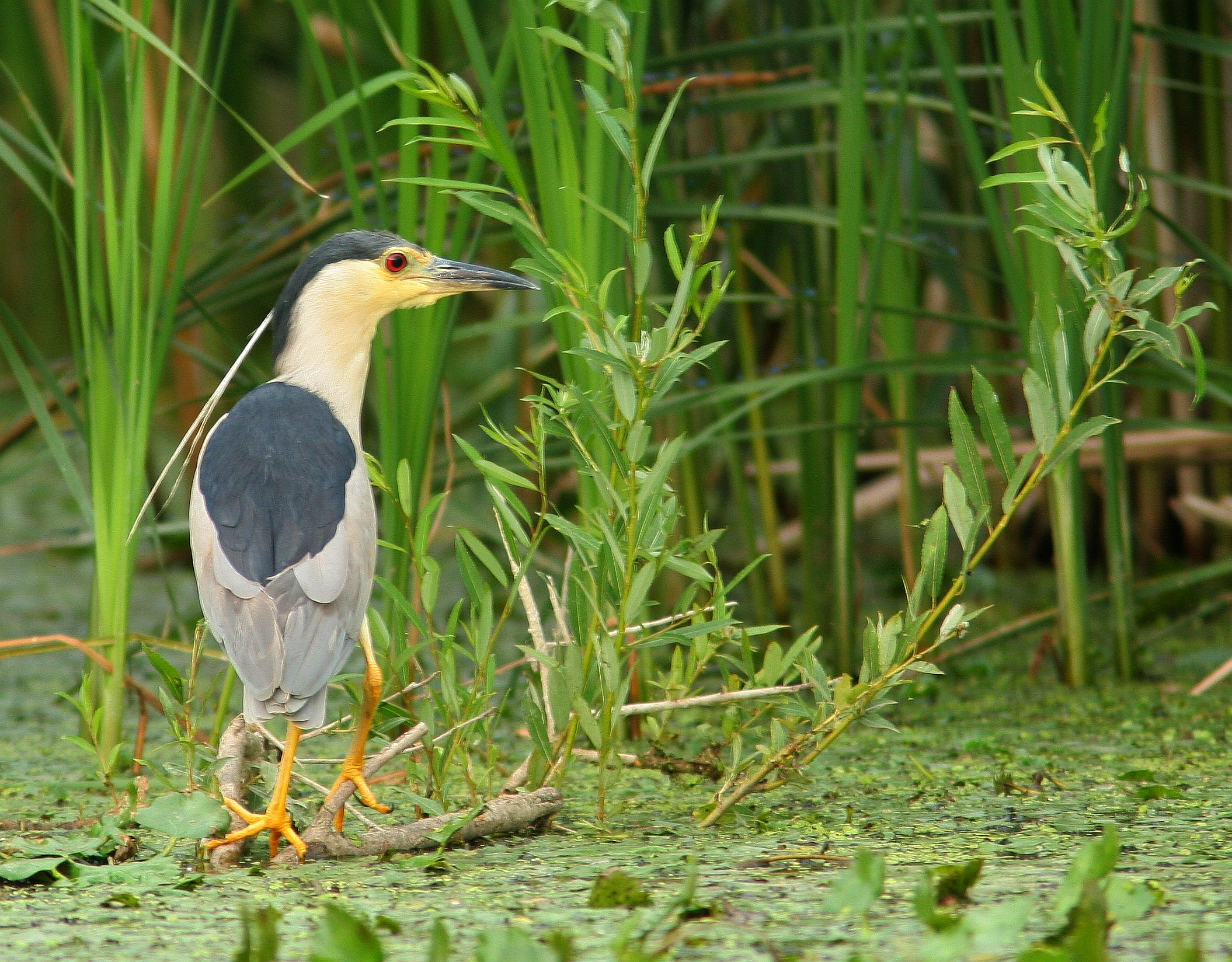
Stârc de noapte (Nycticorax nycticorax)

În arealul parcului natural este semnalată prezența mai multor specii de păsări protejate, enumerate în anexa I-a a Directivei Consiliului European 147/CE (privind conservarea păsărilor sălbatice) din 30 noiembrie 2009; astfel:  lăcarul mare (Acrocephalus arundinaceus), lăcarul de mlaștină (Acrocephalus palustris), lăcarul de rogoz (Acrocephalus schoenobaenus), lăcarul de lac (Acrocephalus scirpaceus), fluierar de munte (Actitis hypoleucos), ciocârlie-de-câmp (Alauda arvensis), rață sulițar (Anas acuta), (Alcedo atthis), rață fluierătoare (Anas penelope), rață lingurar (Anas clypeata), rață mare (Anas platyrhynchos), rață cârâitoare (Anas querquedula), rață pestriță (Anas strepera), gârliță mare (Anser albifrons), gâscă cenușie (Anser anser),  acvilă țipătoare mică (Aquila pomarina), stârc cenușiu (Ardea cinerea), stârc roșu (Ardea purpurea), stârc galben (Ardeola ralloides), ciuf-de-pădure (Asio otus), rață-cu-cap-castaniu (Aythya ferina), rață roșie (Aythya nyroca), buhai de baltă (Botaurus stellaris), gâscă-cu-gât-roșu (Branta ruficollis), cânepar (Carduelis cannabina), sticlete (Carduelis carduelis), florinte (Carduelis chloris), scatiu (Carduelis spinus), chirighiță-cu-obraz-alb (Chlidonias hybridus), barză albă (Ciconia ciconia), barză neagră (Ciconia nigra), botgros (Coccothraustes coccothraustes), dumbrăveancă (Coracias garrulus), cuc (Cuculus canorus), egretă mică (Egretta garzetta), egretă albă (Egretta alba), stârc pitic (Ixobrychus minutus), capîntorsul (Jynx torquilla), sfrâncioc roșiatic (Lanius collurio), sfrânciocul cu frunte neagră (Lanius minor), pescăruș argintiu (Larus cachinnans), pescăruș râzător (Larus ridibundus), prigoare (Merops apiaster), stârc de noapte (Nycticorax nycticorax), lopătar (Platalea leucorodia).

### Floră

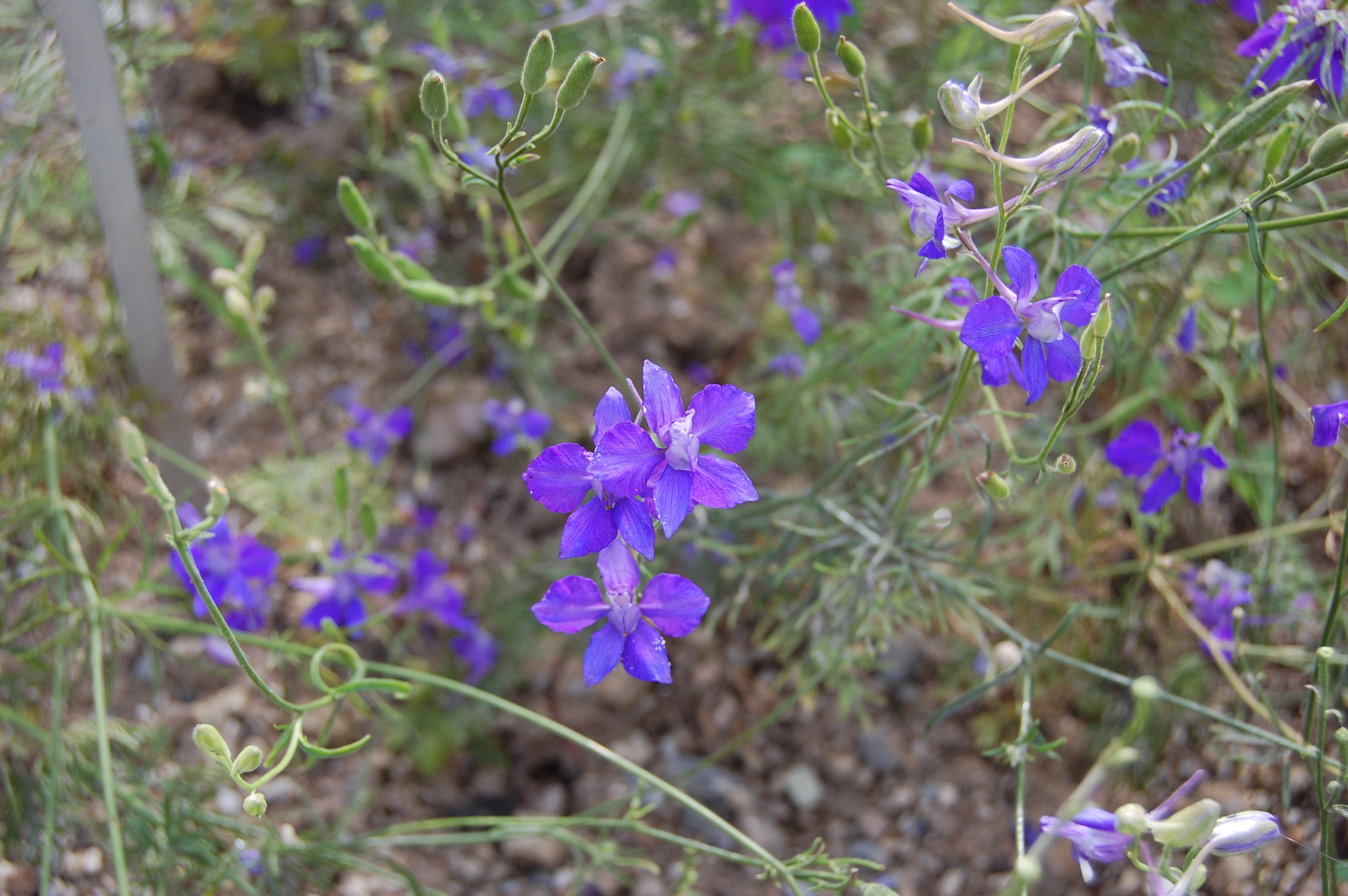
Nemţişor de câmp (Consolida regalis)

La nivelul ierburilor este întâlnită o gamă diversă de plante (dintre care unele foarte rare) protejate prin aceeași Directivă CE 92/43/CE din 21 mai 1992 (privind conservarea habitatelor naturale și a speciilor de faună și floră sălbatică), sau endemice pentru această zonă.
Specii floristice: albăstrică (Aster tripolium), năfturică (Artemisia annua), coada șoricelului (Achillea setacea), lobodă sălbatică (Atriplex tatarica), nalbă mare (Althaea officinalis), dentiță (Bidens tripartita), ciulin (Carduus nutans), urda-vacii (Cardaria draba), volbură (Convolvulus arvensis), nemțișor de câmp (Consolida regalis), căprișor (Cyperus flavescens), pir-gros (Cynodon dactylon), crin de baltă (Butomus umbellatus), pufuliță (Epilobium tetragonum), pipiriguț (Eleocharis palustris), sânziană (Galium humifusum), ciumăreauă (Galega officinalis), stânjenel-de-baltă (Iris pseudacorus), sică (Limonium gmelinii), nufăr alb (Nymphaea alba), nufăr alb ca neaua (Nymphaea candida), piper de baltă (Polygonum hydropiper), cinci-degete (Potentilla reptans),  știr târâtor (Amaranthus blitoides), pătlagină (Plantago lanceolata), pelin (Artemisia santonicum), firuță (Poa angustifolia), mei (Panicum miliaceum), buzdugan-de-apă (Sparganium erectum), broscăriță (Potamogeton natans), boghiță (Rorippa sylvestris), papură-cu-frunză-îngustă (Typha angustifolia), papură-cu-frunză-lată (Typha latifolia), iarbă grasă (Portulaca oleracea), iarbă-bărboasă (Echinochloa crus-galli) sau păiuș (Festuca pseudovina).

## Acces
Accesul în parc se poate face cu bacul sau cu ambarcațiuni de mici dimensiuni, prin traversarea Brațelor Dunării.